# Strongylognathus foreli
Strongylognathus foreli là một loài côn trùng thuộc họ Formicidae. Đây là loài đặc hữu của Algérie.